# Gambrus ultimus
Gambrus ultimus là một loài tò vò trong họ Ichneumonidae.